# 谢氏抗战纪念楼
谢氏抗战纪念楼，位于中国广东省茂名市合水镇排东石龙村，为茂名市信宜市的一个市、县级文物保护单位，类型为近现代重要史迹及代表性建筑，公布时间为2000年6月18日。
谢氏抗战纪念楼的历史年代为民国。